# Тромбопоетин
Тромбопоетин (ТПО) такође познат као фактор раста и развоја мегакариоцита је протеин који код људи кодира ТПО ген. Тромбопоетин  који производи јетра и бубрези је гликопротеински хормон. Он регулише производњу тромбоцита, стимулише производњу и диференцијацију мегакариоцита (ћелија коштане сржи које производе велики број тромбоцита).
Мегакариоцитопоеза је процес ћелијског развоја који доводи до производње тромбоцита. Протеин који је кодиран овим геном је хуморални фактор раста неопходан за пролиферацију и сазревање мегакариоцита, као и за тромбопоезу.   

## Генетика
Ген за тромбопоетин се налази на дугом краку хромозома 3 (к26.3-27). Абнормалности у овом гену се јављају код неких наследних облика тромбоцитозе (висок број тромбоцита) и у неким случајевима леукемије. Првих 155 аминокиселина протеина дели хомологију са еритропоетином.

## Функција и регулација
Производњу крвних плочица регулише хормон тромбопоетин, који се ствара углавном у јетри, мање у бубрезима. Нормалан број је 150.000 до 450.000 тромбоцита, од којих је две трећине је у крви, а трећина у слезини.
Тромбопоетин у јетри производе паренхимске ћелије и синусоидне ендотелне ћелије, као и у бубрезима ћелије проксималних увијених тубула. Мале количине такође производе стромалне ћелије пругастих мишића и коштане сржи. У јетри, његова производња је повећана интерлеукином 6 (ИЛ-6). Међутим, јетра и бубрези су примарна места производње тромбопоетина.
Тромбопоетин регулише диференцијацију мегакариоцита и тромбоцита, али студије о уклањању тромбопоетинског рецептора показују да су његови ефекти на хематопоезу разноврснији.
Његова негативна повратна информација је другачија од оне већине хормона у ендокринологији: ефектор директно регулише хормон. Тромбопоетин је везан за површину тромбоцита и мегакариоцита помоћу мпл рецептора (ЦД 110). Унутар тромбоцита се уништава, док унутар мегакариоцита даје сигнал о њиховом сазревању и узастопно већој производњи тромбоцита. Ограничавање хормона на овим ћелијама на тај начин смањује даље излагање мегакариоцита хормону.  Према томе, растуће и опадајуће концентрације тромбоцита и мегакариоцита регулишу нивое тромбопоетина. Ниски тромбоцити и мегакариоцити доводе до већег степена изложености тромбопоетину недиференцираним ћелијама коштане сржи, што доводи до диференцијације у мегакариоците и даљег сазревања ових ћелија. С друге стране, високе концентрације тромбоцита и мегакариоцита доводе до већег разарања тромбопоетина, а тиме и мање доступности тромбопоетина у коштаној сржи.
ТПО, као и еритропоетин (ЕПО), игра улогу у развоју мозга. Он промовише апоптозу новогенерисаних неурона, ефекат који се супротставља ЕПО и неуротрофинима.
Тромбопоетин (ТПО) је главни физиолошки регулатор производње тромбоцита. Ин витро, ТПО индукује раст јединица које формирају колоније мегакариоцита и стварање зрелих полиплоидних мегакариоцита, који касније формирају проширене цитоплазматске процесе, назване проплателети. На диференциранијим колоније мегакариоцита, али не и на мегакариоцитима, ТПО је критичан за повећање формирања проплателета. ТПО има вишелинијске ефекте у хематопоези, не само да стимулише мегакариоцитопоезу, већ и делује у синергији са другим цитокинима како би побољшао пролиферацију и преживљавање преданих еритроидних прогенитора и примитивних хематопоетских матичних ћелија. Површински ц-МПЛ, рецептор за ТПО, дефинише фенотип хематопоетских матичних ћелија са способношћу дуготрајне репопулације. 

## Примена у терапији
Упркос бројним испитивањима, није утврђено да је тромбопоетин терапеутски користан. Теоријска употреба укључује набавку тромбоцита за донацију, и опоравак броја тромбоцита након мијелосупресивне хемотерапије.
Испитивања модификованог рекомбинантног облика, фактора раста и диференцијације мегакариоцита, прекинута су када су здрави добровољци развили аутоантитела на ендогени тромбопоетин, а затим развили тромбоцитопенију. Уместо тога, користе се Ромиплостим и Елтромбопаг, структурно различита једињења која стимулишу исти пут.
Истражује се четворовалентни пептидни аналог, као и неколико агенаса малих молекула, и неколико непептидних лиганда c-Mpl, који делују као аналози тромбопоетина.

### Комбинована терапија
Терапија различитим комбинацијама цитокина, укључујући ТПО, доводи до екстензивне екс виво експанзије хематопоетских матичних ћелија и прекурсора крвних зрнаца. Код нормалних животиња, пегиловани рекомбинантни хумани мегакариоцитни фактор раста и развоја или гликозиловани ТПО повећава број мегакариоцита коштане сржи и њихових прогенитора и у великој мери појачава производњу морфолошки и функционално нормалних тромбоцита.
Насупрот томе, они имају само минималне ефекте на број периферних белих крвних зрнаца и црвених крвних зрнаца. Пегиловани рекомбинантни хумани мегакариоцитни фактор раста који се користи сам значајно повећава нивое у циркулацији више типова хематопоетских прогенитора, а његов ефекат је појачан у комбинацији са фактором стимулације колоније гранулоцита (Г-ЦСФ). Иако пегиловани рекомбинантни хумани мегакариоцитни фактор раста повећава агрегацију тромбоцита индуковану агонистима ин витро, он нема утицаја на животињски модел формирања тромба. Пегиловани рекомбинантни хумани мегакариоцитни фактор раста или гликозиловани ТПО има дубок ефекат у различитим животињским моделима тромбоцитопеније, укључујући мијелосупресивну терапију. Третман пегилованим рекомбинантним хуманим мегакариоцитним факторима раста убрзава вишелинијски хематопоетски опоравак, ефикасно побољшавајући тромбоцитопенију и, у већини модела, неутропенију и анемију. Истовремена примена пегилованог рекомбинантни хумани мегакариоцитни фактор раста не омета ин виво активност цитокина, већ има синергистичке ефекте. Да би се даље убрзао опоравак хематопоезе, примена пегилованих рекомбинантни хумани мегакариоцитни фактор раста треба да почне што је раније могуће након мијелосупресивног третмана; ова временска осетљивост може бити резултат присуства већег броја резидуалних хематопоетских прогенитора у коштаној сржи убрзо након третмана. Чини се да је ова ефикасност повезана са постојаношћу пегилованих рекомбинантних хуманих мегакариоцитни фактор раста у циркулацији. Безбедност и ефикасност два облика рекомбинантног хормона, пегилованог рекомбинантног хуманог мегакариоцитног фактора раста и гликозилованог хуманог ТПО пуне дужине произведених у ћелијама сисара, тренутно су под клиничким испитивањем.